# Yeşilyurt, Adapazarı
Yeşilyurt là một xã thuộc quận Adapazarı, tỉnh Sakarya, Thổ Nhĩ Kỳ. Dân số thời điểm năm 2008 là 390 người.